# Australomimetus raveni
Australomimetus raveni là một loài nhện trong họ Mimetidae.
Loài này thuộc chi Australomimetus. Australomimetus raveni được miêu tả năm 1986 bởi Heimer.